# 10333 Portnoff
10333 Portnoff este o planetă minoră (asteroid), cu un diametru de 8,459 km, din centura de asteroizi. A fost descoperită pe 12 iulie 1991 la Observatorul La Silla de Henri Debehogne. 
Obiectul prezintă o orbită caracterizată de o semiaxă mare de 2,8886358 UAi, o excentricitate de 0,16, o înclinație de 4,39602 ° în raport cu ecliptica.